# Militärgouverneur von Paris

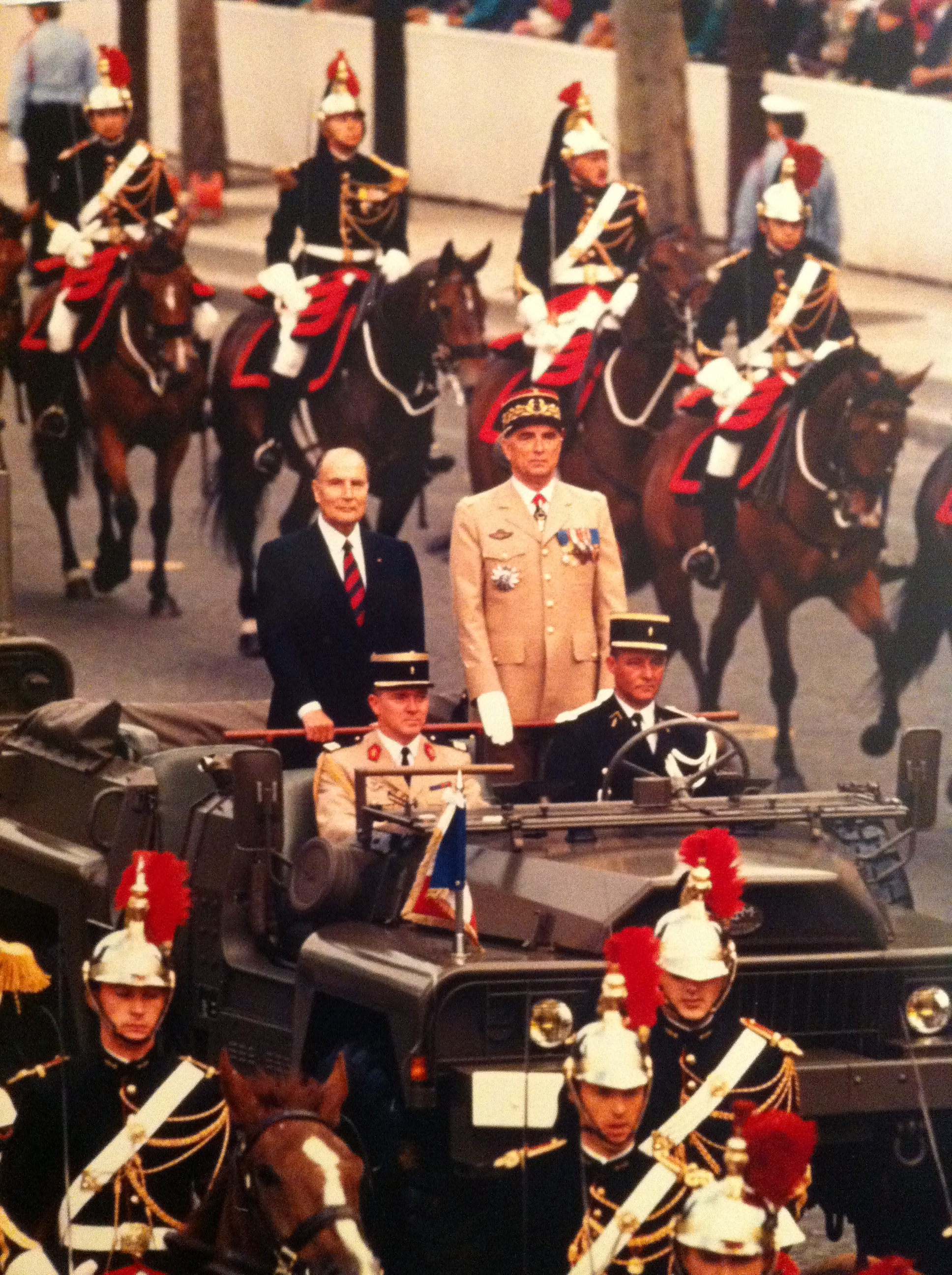
Général Hervé Navereau, Militärgouverneur von Paris, 1987–1991

Der Militärgouverneur von Paris (exakt: Gouverneur militaire de Paris, im Ancien Régime häufig auch Gouverneur de Paris et de l’Île-de-France) ist der Standortkommandant der französischen Streitkräfte in Paris.
Die Ursprünge des Amtes liegen im Dunkeln. Heute beinhaltet es vor allem Prestige, während es in früheren Zeiten angesichts der stets unruhigen Pariser Bevölkerung auch eine politische Bedeutung hatte. Der Gouverneur war der Kommandant der Garnison von Paris und repräsentierte die Armée in der Stadt und vor allem bei den staatlichen Behörden. Er ist heute darüber hinaus dem Staatspräsidenten gegenüber für die Organisation der großen nationalen Feierlichkeiten verantwortlich, wie zum Beispiel die Militärparade am Nationalfeiertag, dem 14. Juli, auf den Champs-Elysées.
Das Amt kennt zwei historische Phasen: Während des Ancien Régime spielte der Militärgouverneur eine zentrale, wenn auch zeitweise – verglichen mit den Provinzgouverneuren – begrenztere Rolle, da er hinter dem König, wenn er in der Stadt war, zurückstehen musste. Während der Revolution war das Amt nicht besetzt, wurde aber 1804 durch das heutige Militärkommando wiedereingeführt.

## Militärgouverneure von Paris
Die Liste ist unvollständig und wohl nicht in der korrekten Reihenfolge, soweit die Amtsjahre nicht vorliegen. In diesem Fall wurde das Sterbejahr als Hilfskriterium gewählt.

### Gouverneure von Paris im Ancien Régime

#### 14. und 15. Jahrhundert

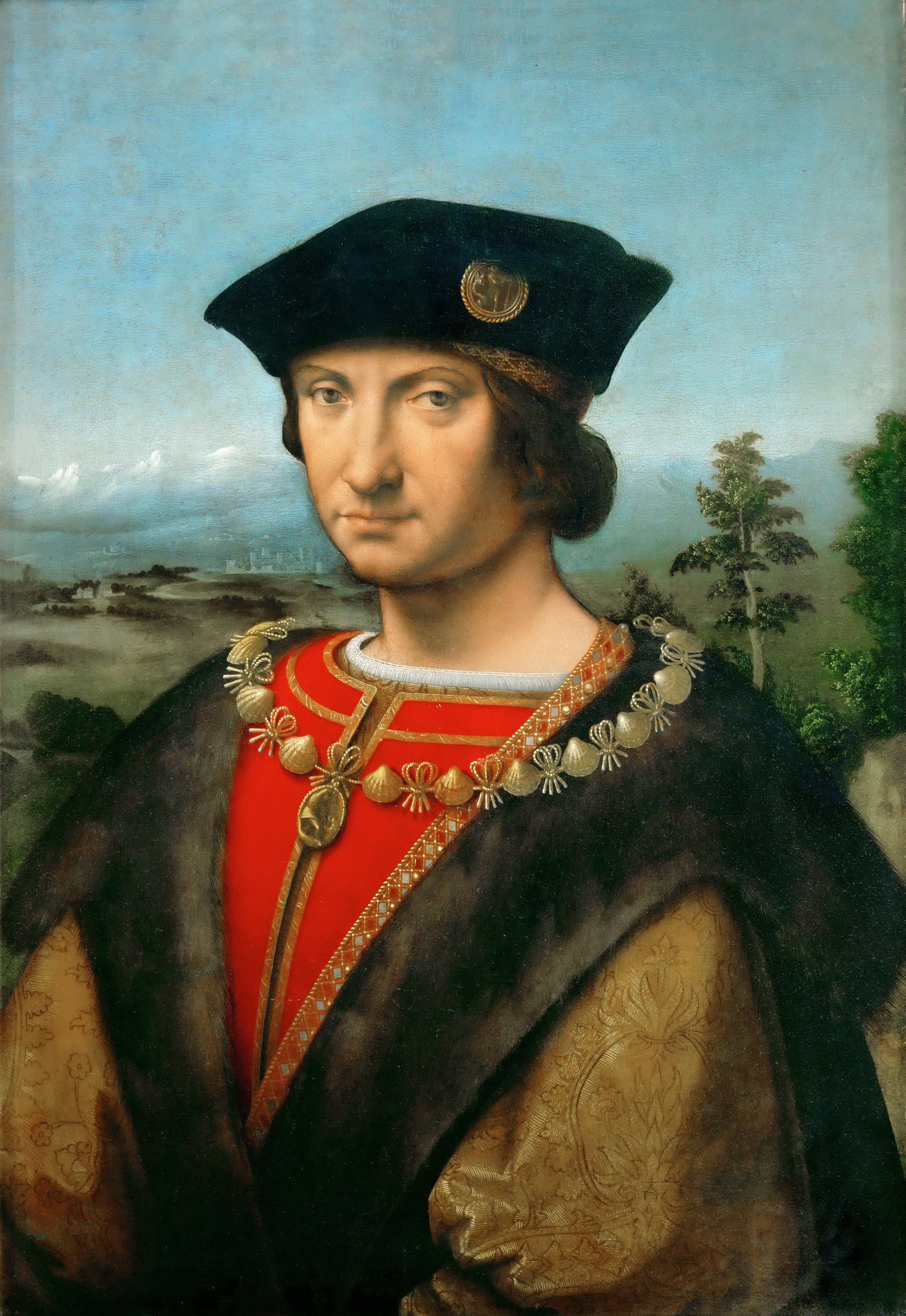
Charles II. d’Amboise, Gouverneur von Paris, 1493–1496

- Louis I., comte d'Anjou et du Maine, 1356–1357
- Guillaume de Courcy, † 1415, 1404
- Jean de Valois, duc de Berry, † 1416, 1405 Gouverneur von Paris
- Valéran III. de Luxembourg, comte de Ligny et de Saint-Pol, † 1415, 1410 Capitaine de Paris (1411–1413)
- Jean II. de Luxembourg, comte de Ligny et de Guise, † 1441, Gouverneur von Paris und der Île-de-France 1418–1420
- Jean de La Baume, † 1435, Marschall von Frankreich, um 1422 Gouverneur von Paris durch Heinrich V. von England
- Jean de Villiers, † 1437, 1429 Gouverneur von Paris
- Philippe de Ternant, † 1456, erster Vogt und Gouverneur von Paris nach der Vertreibung der Engländer, 1430 Ritter des Ordens vom Goldenen Vlies
- Jacques de Villiers: 1461
- Charles d’Artois, comte d’Eu, 1465 Gouverneur von Paris
- Charles de Melun, baron des Landes et de Normanville, 1465–1467 † hingerichtet 1468, Gouverneur von Paris und der Île-de-France
- Charles I. d’Amboise, comte de Brienne, 1467–1470
- Charles de Gaucourt, vicomte d'Acy, 1472
- Antoine de Chabannes, comte de Dammartin: 1472–147?
- Guillaume de Poitiers, † 1503, 1478 Gouverneur von Paris und der Île-de-France (Haus Poitiers-Valentinois)
- Louis d’Orléans, 1483 Gouverneur von Paris, 1498 als Ludwig XII. König von Frankreich
- Antoine de Chabannes, † 1488, 1485–1488 Gouverneur von Paris
- Gilbert de Montpensier, † 1496, Gouverneur von Paris (wohl bis 1494)
- Charles II. d’Amboise, † 1511, 1493–1496 Gouverneur von Paris

#### 16. Jahrhundert

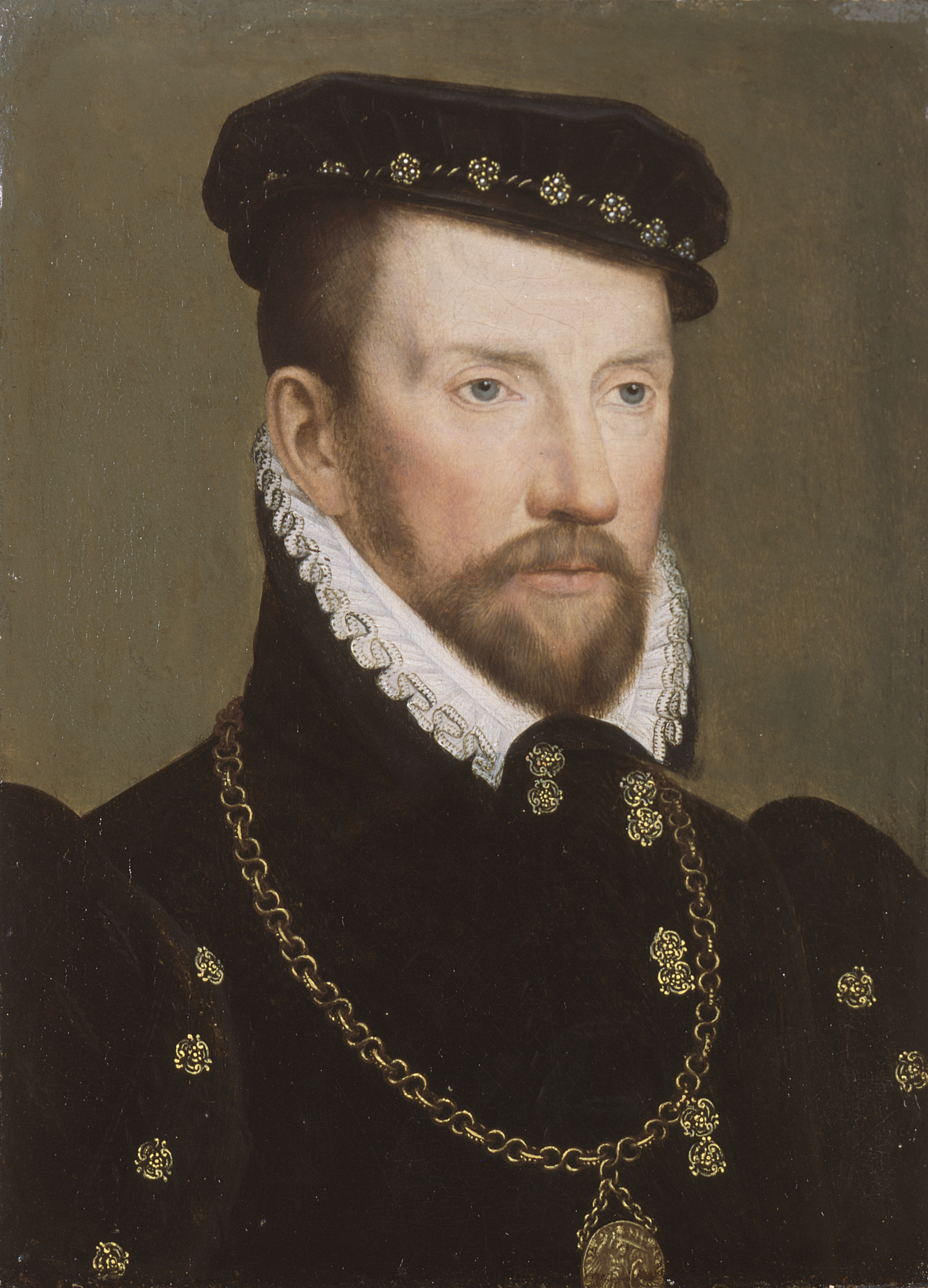
Gaspard II. de Coligny, Militärgouverneur von Paris, 1551

Dieser Abschnitt nach: Jean-Pierre Babelon, Nouvelle Histoire de Paris - Paris au XVIe siècle, Diffusion Hachette, 1986, S. 525ff Gouverneurs et Lieutenants-généraux de Paris et d'Île-de-France
- Guillaume de Poitiers, Marchese di Cotrone, baron de Clérieu, Lieutenant du Roi, Gouverneur de Paris, 2. Juni 1496 (pr.)[1], † 2. Mai 1503
- Vakanz
- Charles de Bourbon, duc de Vendôme, comte de Soissons, Marle, conte di Conversano, Lieutenant-général et Gouverneur de Paris et d’Île-de-France, 18. Februar 1515 (pr.)
  - Jacques de Dinteville[2], seigneur de Chenets, Lieutenant du Roi en l’absence du duc de Vendôme, 4. Dezember 1516 (pr.)
- François de Bourbon, comte de Saint-Pol et de Chaumont, Lieutenant-général et Gouverneur de Paris et de l’Île-de-France (anstelle des duc de Vendôme, der zum Gouverneur der Picardie ernannt wurde), 16. Dezember 1519 (pr.)
  - Pierre Filholi (Filleul, Filhol, Filloli), Erzbischof von Aix, Lieutenant en l’absence du comte de Saint-Pol, 18. September 1522 (pr.)
  - Charles de Bourbon, duc de Vendôme, Gouverneur de Picardie, Lieutenant-général du Roi au Gouvernement de Paris et d’Île-de-France, 24. Oktober 1523 (pr.)
  - Amé de Sarrebruck, comte de Braine, Lieutenant en l’absence du comte de Saint-Pol, 23. Juni 1525 (Zustimmung des Parlements)
  - Jean de Torcy, Lieutenant au lieu du comte de Braine, 7. November 1525 (pr.)
- Michel Antoine, marquis de Saluces, Gouverneur de Paris et de l’Île-de-France, März 1526 anstelle des comte de Saint-Pol, der zum Gouverneur der Dauphiné ernannt wurde
  - Jean de La Barre, comte d’Étampes, vicomte de Bridiers, baron de Veretz, Premier Gentilhomme de la Chambre, Prévôt de Paris, Lieutenant en l’absence du marquis de Saluces, 27. Juni 1526 (pr.)

Nach dem Tod des Marchese di Saluzzo 1528 wurde das Amt geteilt:
- (1) Jean de La Barre, comte d’Étampes, Prévot de Paris, Gouverneur de Paris, 11. Dezember 1528 (pr.), † März 1534
  - Jean de La Balue,[3] seigneur de Goix, Lieutenant en l’absence du comte d’Étampes, 15. März 1529 (pr.)
- (2) François II. de La Tour, vicomte de Turenne, Gouverneur de l’Île-de-France, 10. März 1529 (pr.), † 12. Juli 1532
- Antoine de La Rochefoucauld, seigneur de Barbezieux, Gouverneur de l’Île-de-France, 20. Juli 1532 (pr.)
  - Philippe de Suze, seigneur de Coye, Lieutenant au Gouvernement d’Île-de-France, † vor 16. April 1534

Die beiden Ämter wurden nach dem Tod Jean de La Barres (1534) wieder zusammengeführt
- Antoine de La Rochefoucauld, seigneur de Barbezieux, Gouverneur de Paris et de l’Île-de-France, 12. März 1534 (pr.)
  - Jean Sanguin, seigneur d’Angevilliers, Maître d’Hôtel du Roi, Lieutenant du Gouverneur, 12. März 1534
  - Jean du Bellay, Bischof von Paris, Lieutenant, 21. Juli 1536 (pr.)
- François de Montmorency, seigneur de La Rochepot, Gouverneur et Lieutenant-général à Paris et en l’Île-de-France, 10. Februar 1538 (pr.), von Heinrich II. am 12. April 1547 (pr.) bestätigt, † August 1551
  - Antoine Sanguin de Meudon, Kardinal, Lieutenant-général du roi à Paris, 16. April 1544 (pr.)
- Gaspard II. de Coligny, seigneur de Châtillon, Admiral von Frankreich, Gouverneur de Paris et de l’Île-de-France, 9. September 1551 (pr.)
  - Louis de Bourbon-Vendôme, Kardinal, Erzbischof von Sens, Lieutenant-général du Roi à Paris et en l’Île-de-France (1. Mal), 13. März 1552 (pr.)
  - Jean de l’Isle-Adam, seigneur de Marivaux, Lieutenant au Gouvernement de Paris et de l’Île-de-France, 1553
  - Louis de Bourbon-Vendôme, Kardinal, Erzbischof von Sens, Lieutenant-général du Roi (2. Mal), 12. Juni 1554 (pr.), † 1556
- François de Montmorency, Marschall von Frankreich, Gouverneur de Paris et de l‘Île-de-France, 17. August 1556 (pr.), † 15. Mai 1579
  - Charles de Bourbon, Cardinal de Bourbon, Lieutenant-général à Paris en l’absence du Roi (1. Mal), 24. Juli 1557 (pr.)
  - Charles de Bourbon-Montpensier, prince de La Roche-sur-Yon, Lieutenant-général, 14. Oktober 1561 (pr.)
  - Charles de Bourbon, Cardinal de Bourbon, Lieutenant-général (2. Mal), 13. März 1562 (pr.)
  - Charles I. de Cossé, comte de Brissac, Marschall von Frankreich, Lieutenant-général du Roi, 31. Mai 1562 (pr.), † 1563
  - Christophe Juvénal des Ursins, seigneur de La Chapelle-Gauthier, Lieutenant-général en l’absence du maréchal de Montmorency, 15. Januar 1563 (pr.)
  - Charles de Montmorency, seigneur de Méru, Lieutenant du Roi à Paris et Île-de-France en l’absence du maréchal de Montmorency, 19. März 1563 (pr.)
  - Jean Blosset, seigneur de Torcy, Lieutenant, 23. Oktober 1572 (pr.) und März 1577
  - Charles de Bourbon de Vendôme, Cardinal de Bourbon, Lieutenant-général du Roi (3. Mal), 16. April 1577 (pr.)
- René de Villequier, baron de Clervaux, Gouverneur et Lieutenant-général, 9. November 1579 (pr.)
- François d’O, 2. Januar 1586 (pr.)

Von der Liga ernannt:
- Charles de Lorraine, duc d’Aumale, 24. Dezember 1588
- François de Roncherolles, seigneur de Mainneville, † 17. Mai 1589
- Pierre d’Épinac, Erzbischof von Lyon, 1589
- Charles-Emmanuel de Savoie, duc de Nemours, um den 20. Mai 1590
- Jean-Francois de Faudoas, comte de Belin, 27. April 1591 (pr.)
- Charles II. de Cossé, comte de Brissac, 15. Januar 1594 (pr.)

Von Heinrich IV. ernannt:
- François d’O, † 1594, Gouverneur de Paris et de l’Île de France, 23. März 1594 (2. Mal), † Oktober 1594
- Am 24. Oktober 1594 erklärt König Heinrich IV., dass er das Gouvernement von Paris selbst verwalten und ein separates Gouvernement de l’Île-de-France einführen werde
  - Antoine IV. d’Estrées, marquis de Cœuvres, Lieutenant-général du Roi pour Paris et l’Île-de-France, 12. November 1594 (pr.)
  - François de Bourbon, prince de Conti, Lieutenant-général du Roi à Paris, 17. Mai 1595; der marquis de Cœuvres beschränkt sich auf die Île-de-France
  - Antoine IV. d’Estrées, wieder eingesetzt für Paris und die Île-de-France, 18. Juli 1596 (pr.)
  - François de La Grange, seigneur de Montigny, Maréchal de camp de la Cavalerie légère, Lieutenant-général pour Paris et l’Île-de-France, 2. Juni 1600 (pr.)

Aus einer anderen Quelle:
Paul de La Barthe, seigneur de Thermes, † 1562, Gouverneur de Paris et de l’Île de France ohne Jahresangabe

#### 17. und 18. Jahrhundert

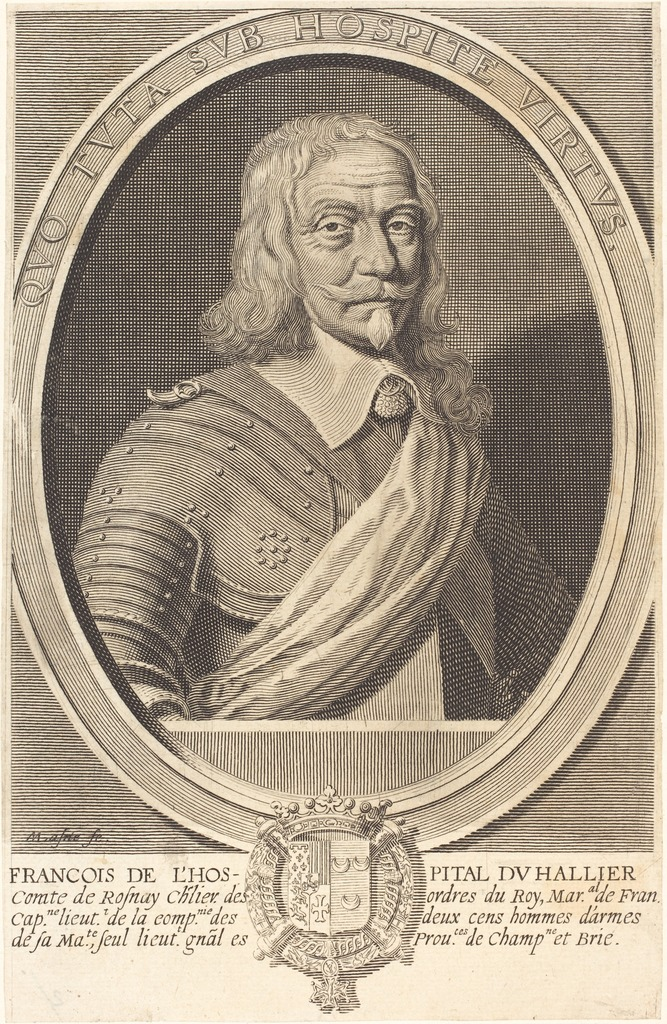
François de L’Hospital, Gouverneur von Paris, 1648–1657

- Charles du Plessis-Liancourt, † 1620, 1615 als Gouverneur von Paris bezeugt, zuvor Gouverneur von Metz
- Hercule de Rohan, duc de Montbazon, † 1654, 1643–1648 Gouverneur von Paris und der Île-de-France
- François de L’Hospital, genannt Maréchal de l’Hospital, 1648–1657 Gouverneur von Paris
- Ambroise-François de Bournonville, 1657–1662 Gouverneur von Paris
- Antoine d’Aumont, marquis de Villequier, 1662–1669 Gouverneur von Paris
- Gabriel de Rochechouart, † 1675, 1669–1675 Gouverneur von Paris und der Île-de-France,
- Charles III. de Blanchefort, † 1687, 1676–1687 Gouverneur von Paris, 1661 Ritter des Ordens vom Heiligen Geist
- Léon Potier, duc de Gesvres, † 1704, 1687–1704 Gouverneur von Paris
- François-Bernard Potier, duc de Tresmes, † 1739, 1704–1722 Gouverneur von Paris
- François-Joachim Potier, duc de Gesvres, † 1757, 1722 Gouverneur von Paris
- Charles Louise d’Albert, duc de Chevreuse et de Luynes, † 1771, 1757–1771 Gouverneur und Lieutenant-géneral von Stadt, Vogtei und Vizegrafschaft Paris
- Jean de Cossé, duc de Brissac, † 1780, 1771 Gouverneur von Paris, trat 1775 zurück
- Louis de Cossé, duc de Brissac, 1775–1791

### Commandants généraux de la force armée à Paris

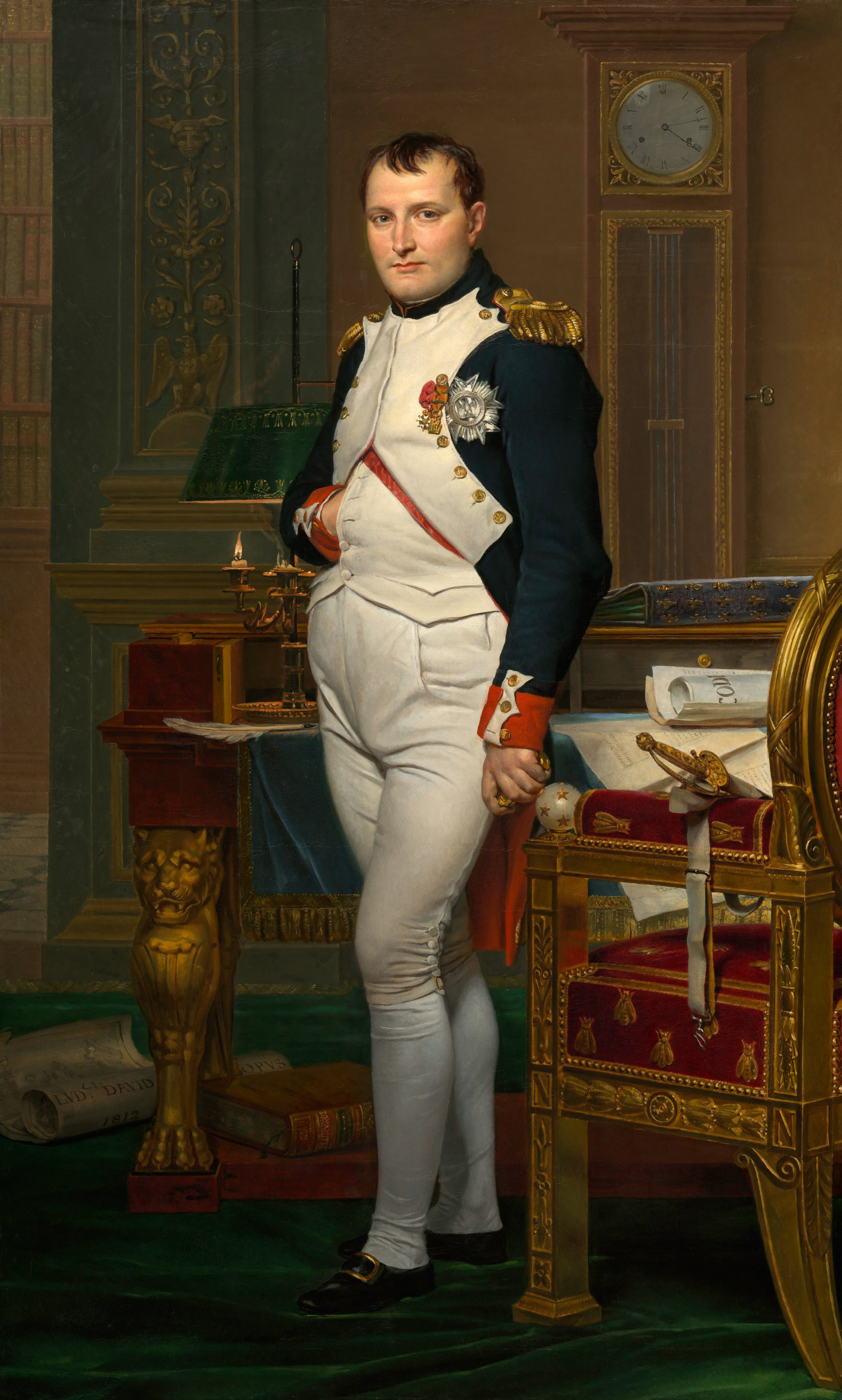
Général Napoléon Bonaparte, Commandant de la force armée von Paris, 1795–1796

- Général Louis Augustin d’Affry: 1791–1792
- Général Jacques-François de Menou: 1792–1794
- Général Jean Thierry: 1794–1795
- Général Jacques-François de Menou: 1795
- Général Paul de Barras: 1795
- Général Napoléon Bonaparte: 1795–1796
- Général Jacques Maurice Hatry: 1796–1797
- Général Pierre Augereau: 1797
- Général Louis Lemoine: 1797
- Général Jean-François Moulin: 1797–1798
- Général Joseph Gilot: 1798–1799
- Général Barthélemy Catherine Joubert: 1799
- Général Jean-Antoine Marbot: 1799
- Général de division François-Joseph Lefebvre: 1799–1800
- Général Édouard Mortier: 1800–1803
- Général Jean Andoche Junot: 1803–1804

### Militärgouverneure von Paris nach der Revolution

#### 19. Jahrhundert

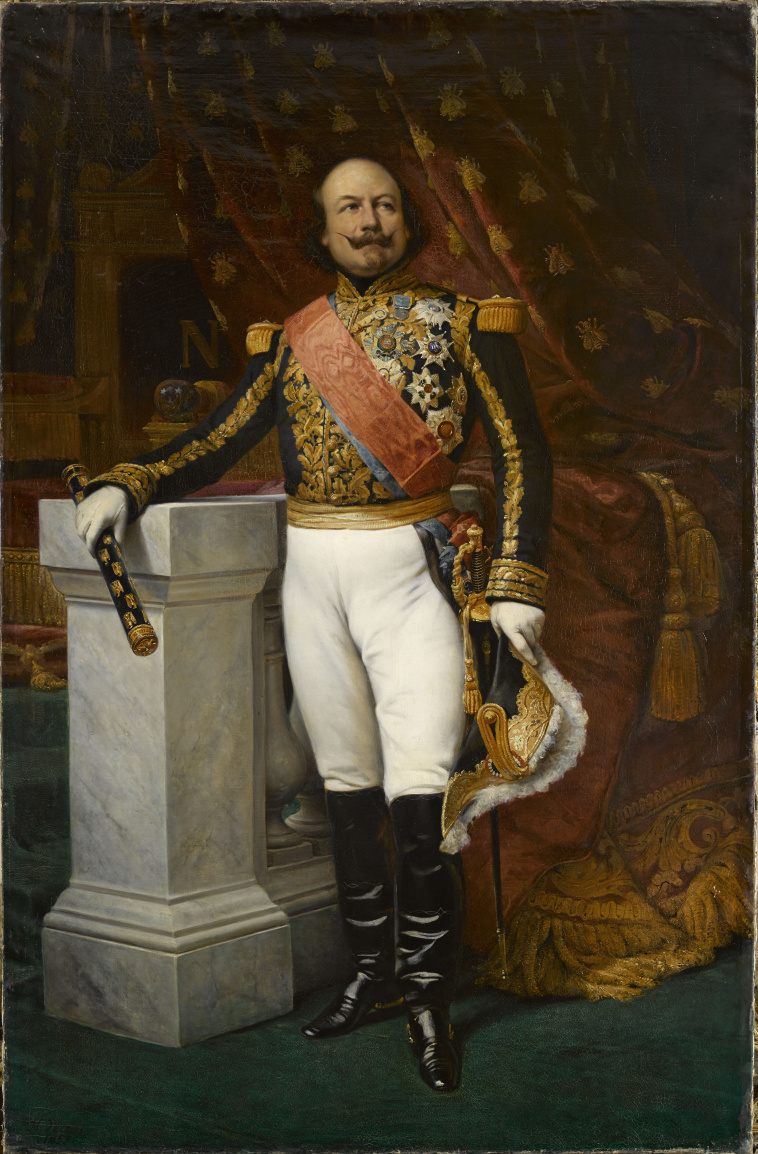
Général François Certain de Canrobert, Militärgouverneur von Paris, 1865–1870

- Général de division Joachim Murat: 1804–1805
- Général Andoche Junot: 1806 (wohl bis 1807)
- Général Pierre Augustin Hullin: 1812 (wohl bis 1814)
- Général Louis Victor Léon de Rochechouart: 1814
- Général Louis Sébastien Grundler: Mai 1814–Januar 1815
- Général Nicolas-Joseph Maison: 4. Juni 1814
- Général Louis Victor Léon de Rochechouart: 1815–1823 (2. Mal)
- Général Catherine-Dominique de Pérignon: 1816, † 1818
- Général Nicolas-Joseph Maison: 1819–1821
- Général Auguste de Marmont: 1821–1830
- Général Pierre Claude Pajol: 1830–1842
- Général Tiburce Sébastiani: 1842–1848
- Général Nicolas Changarnier: 1849–1851 Oberbefehlshaber der 1. Militärdivision
- Général Achille Baraguey d’Hilliers: 1851
- Général Bernard Pierre Magnan: 1851–1865
- Général François Certain de Canrobert: 1865–1870
- Général Louis Jules Trochu: 1870
- Général Paul de Ladmirault: 1871–1878
- Général Édouard Aymard: 1878–1880
- Général Justin Clinchant: 1880–1881
- Général de division Félix Gustave Saussier: 1884–1897
- Général Émile Auguste Zurlinden: 1898
- Général Henri Joseph Brugère: 1899

#### 20. Jahrhundert

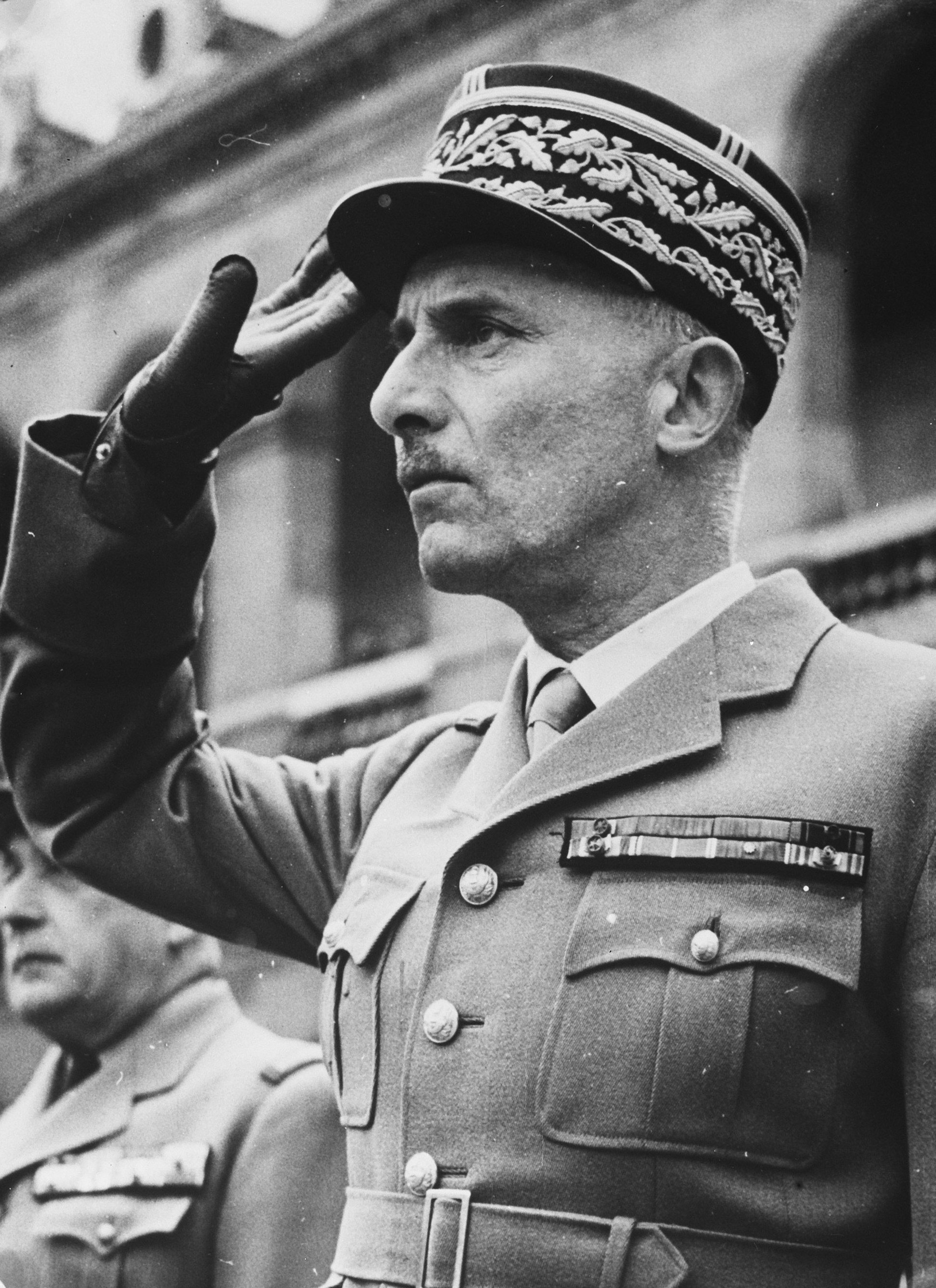
Général Henri Zeller, Militärgouverneur von Paris, 1953–1957

- Général de division Georges Auguste Florentin: 1900–1901
- Général de division Joseph Gallieni: 1914–1916
- Général Auguste Dubail: 1916–1918
- Général Adolphe Guillaumat: 1918
- Général Henri Gouraud: 1923–1937
- Général Gaston Billotte: 1937–1939
- Général Pierre Héring: 1939–1940
- Général de division Philippe Leclerc: August 1944
- Général Marie-Pierre Kœnig: 1944–1945
- Général Paul Legentilhomme: 1945–1947
- Général d’armée René Chouteau: 16. Januar 1947–März 1953
- Général d'armée Henri Zeller: 1953–1957
- Général Louis-Constant Morlière: 1957–1958
- Général Pierre Garbay: 1958–1959
- Général Raoul Salan: 1959–1960
- Général d'armée Maurice Gazin: 1960
- Général d'armée André Demetz: 1960–1962
- Général Louis Dodelier: 1962–1965
- Général Philippe de Camas: 1965–1968
- Général d'armée André Meltz: 1968–1971
- Général d'armée Bernard Usureau: 1971–1974
- Général de corps d'armée Philippe Clave: 1974–1975
- Général Jean Favreau: 1975–1977
- Général de corps d'armée Jacques de Barry: 1977–1980
- Général d’armée Jeannou Lacaze: 15. September 1980–1981
- Général de corps d'armée Roger Périer: 1981–1982
- Général d’armée Alban Barthez: 1. September 1982
- Général de corps d'armée Michel Fennebresque: 20. Juni 1984
- Général de corps d'armée Hervé Navereau: 28. Januar 1987
- Général d'armée Daniel Valéry: 1. September 1991
- Général de corps d'armée Michel Guignon: 1. August 1992
- Général de corps d’armée Michel Billot: 28. Oktober 1996

#### 21. Jahrhundert
- Général de corps d’armée Pierre Costedoat: 1. August 2000
- Général de corps d'armée Marcel Valentin: 1. November 2002
- Général de corps d'armée Xavier de Zuchowicz: 1. August 2005
- Général d'armée Bruno Dary: 1. August 2007
- Général de corps d'armée Hervé Charpentier: 1. August 2012
- Général de corps d'armée Bruno Le Ray: 31. Juli 2015
- Général de corps d'armée Christophe Abad: 31. Juli 2020
- Général de corps d'armée Loïc Mizon: 1. Oktober 2024

### Kommandanten von Besatzungstruppen
Unter fremder Besatzung waren Generäle der Besatzungsmacht Kommandanten von Paris.
1815:
- Generalmajor Karl von Müffling
- General Fabian Gottlieb von der Osten-Sacken

1940–1944:
- General Otto von Stülpnagel, Oktober 1940–Februar 1942
- General Carl Heinrich von Stülpnagel, Februar 1942–Juli 1944
- General Dietrich von Choltitz, 7.–25. August 1944